# Cordobazo
 (avril 2025).

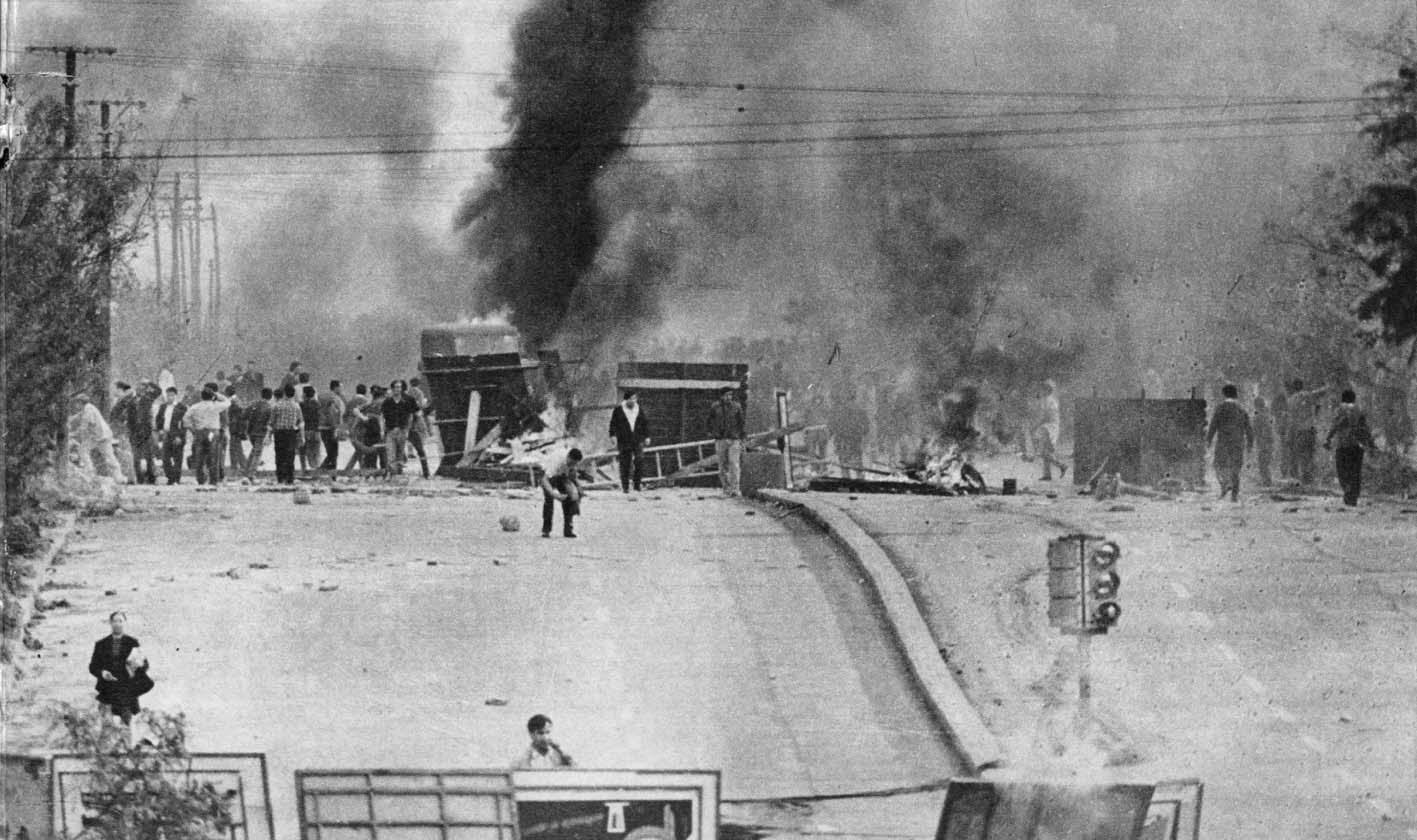
Photo du Cordobazo, 29 mai 1969.

Le Cordobazo est un important mouvement de protestation populaire qui a eu lieu en Argentine le 29 mai 1969, à Córdoba, une des principales villes industrielles du pays. Ce soulèvement populaire a été à l'origine de la chute du gouvernement dictatorial du général Juan Carlos Onganía, qui finit par être remplacé en juin 1970 par le général Levingston. 
Sorte de mai 68 argentin, le Cordobazo a été imité par la suite dans de nombreuses autres villes, dans une période de grèves ouvrières et étudiantes, qui finit par forcer la junte de la dictature de la Révolution argentine à mettre en place, sous le général Lanusse, un « Grand Accord National » ouvrant la voie à la légalisation du péronisme, interdit depuis les années 1950, et à la tenue d'élections en mars 1973, remportées par le Parti justicialiste (péroniste). 
La Confederación General del Trabajo de los Argentinos (es) (CGTA), qui s'opposait à la politique de négociation avec la dictature suivie par la CGT, fut particulièrement active lors du Cordobazo, avec, à sa tête, Agustín Tosco (en). Ayant appelé à la grève générale, elle fut dissoute le 30 juin 1969 par la dictature, et la majorité de ses membres incarcérés.